# Lucija
Lucija – wieś w Słowenii, sąsiadująca z Portorožem, liczy 6 300 mieszkańców (2006). Ośrodek przemysłu spożywczego.
W latach 1912–1953 wieś połączona była z Piranem i Portorožem linią tramwajową.